# شکربوته ریش‌سیاه
شکربوته ریش‌سیاه (نام علمی: Protea lepidocarpodendron) نام یک گونه از سرده شکربوته‌ها است.